# The Valley of Regeneration
Pour plus de détails, voir Fiche technique et Distribution.
The Valley of Regeneration est un film muet américain réalisé par Burton L. King, sorti en 1915.

## Fiche technique
- Titre : The Valley of Regeneration
- Réalisation : Burton L. King
- Scénario : F. McGrew Willis
- Producteur :
- Société de production : Universal Film Manufacturing Company
- Société de distribution : Universal Film Manufacturing Company
- Pays d'origine :  États-Unis
- Langue : film muet avec les intertitres en anglais américain
- Métrage : 600 m (2 bobines)
- Format : Noir et blanc — 35 mm — 1,33:1 — Muet
- Genre : Film dramatique
- Durée : 20 minutes
- Dates de sortie : 
  -  États-Unis : 29 août 1915

## Distribution
- Adele Lane : Rita Jordon
- Edward Sloman : Lt. Clark
- Jack Curtis : Gordon Dawson
- Grace Thompson : Amy, la fille du commandant
- R.L. Braddon : le commandant